# Tjuna

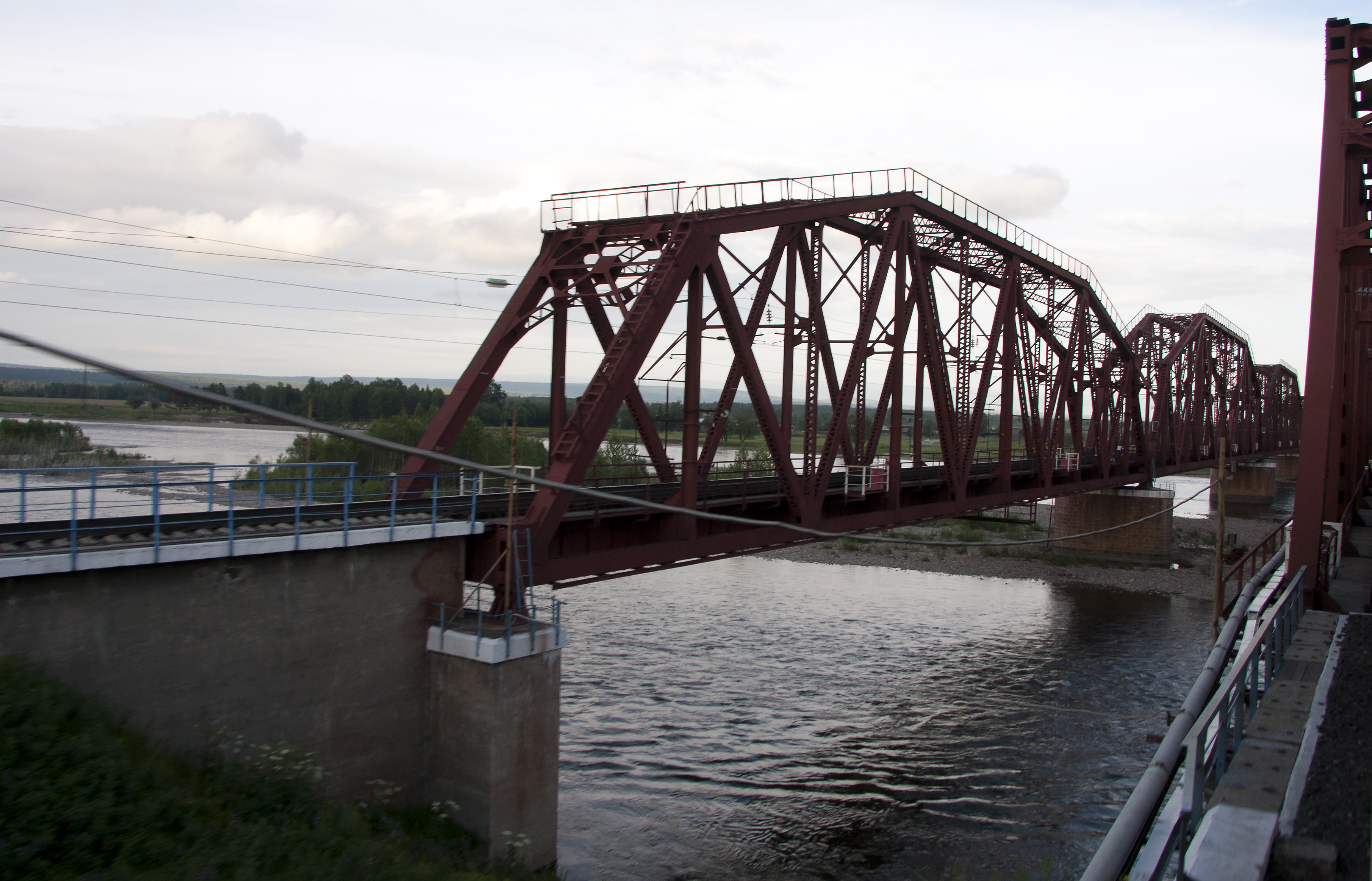
Transsibiriska järnvägen korsar Tjuna strax utanför Nizjneudinsk.

Tjuna (ryska: Чуна), i det övre loppet kallad Uda (ryska: Уда) är en 1 203 kilometer lång flod i Sibirien i Ryssland. Den är Tasejevas högra (sydostliga) källflod.
Floden har sin källa i sydvästra Irkutsk oblast i de centrala delarna av Östra Sajanbergen på 2 924 meters höjd. Den rinner sedan norrut och västerut genom Krasnojarsk kraj för att mynna ut i Tasejeva. Tjuna har ett avrinningsområde på 5 680 km². Vid Tjuna ligger städerna Nizjneudinsk, Lesogorsk och Balturino (vid vilken floden korsas av en järnvägsbro). Tjuna löper ungefär parallellt med Birjusa, som den sedan går samman med cirka 250 kilometer nedanför Tjunojar för att bilda Tasejeva.